# Resolució 1229 del Consell de Seguretat de les Nacions Unides
La Resolució 1229 del Consell de Seguretat de les Nacions Unides, adoptada per unanimitat el 26 de febrer de 1999 després de reafirmar la resolució 696 (1991) i totes les resolucions posteriors sobre Angola, en especial les 854 (1993), 1127 (1997) i 1173 (1998), 1219 (1999) i la 1221 (1999) el Consell va dissoldre la Missió d'Observadors de les Nacions Unides a Angola (MONUA) tot i que el seu component de drets humans hi romandria.
El Consell de Seguretat va destacar la importància de l'aplicació dels acords de pau, el protocol de Lusaka i els acords pertinents del Consell de Seguretat que UNITA, sota el lideratge de Jonas Savimbi, havia incomplert totalment les seves obligacions. Hi havia preocupació per les conseqüències sobre la situació humanitària. Prenia nota que les Nacions Unides havien contribuït a la pau relativa a Angola en els últims quatre anys, però lamentava que la situació actual restringeixi la capacitat de MONUA de dur a terme el seu mandat. La presència contínua de les Nacions Unides ajudaria a contribuir a la reconciliació nacional al país.
La resolució va assenyalar que el mandat de MONUA va expirar el 26 de febrer de 1999, tot i que el seu Status of Forces Agreement va romandre vigent. El component de drets humans romandria a Angola durant el període de liquidació de MONUA. El Secretari General Kofi Annan va ser convidat a debatre sobre la futura presència de les Nacions Unides amb el Govern d'Angola. Es va instar a totes les parts interessades a realitzar esforços humanitaris.
Finalment, el Consell va expressar la seva preocupació per la manca de progrés en la investigació del derrocament de les dues aeronaus llogades per les Nacions Unides i la pèrdua d'altres aeronaus comercials en circumstàncies sospitoses sobre àrees controlades per UNITA al país i va reiterar que UNITA hauria de cooperar en les investigacions.